# Pereilema diandrum
Pereilema diandrum är en gräsart som beskrevs av Richard Walter Pohl. Pereilema diandrum ingår i släktet Pereilema och familjen gräs. Inga underarter finns listade i Catalogue of Life.